# Vernon (Kanada)
Vernon – miasto w południowo-zachodniej Kanadzie, w prowincji Kolumbia Brytyjska, w dystrykcie regionalnym North Okanagan, którego jest największym miastem.
Liczba mieszkańców Vernon wynosi 35 944. Język angielski jest językiem ojczystym dla 86,6%, francuski dla 1,4% mieszkańców (2006).